# ثمريت (ثمريت)
ثمريت منطقة سكنية تقع في ولاية ثمريت، التابعة لمحافظة ظفار في سلطنة عمان. يقدر عدد سكانها بـ 56839 نسمة حسب إحصاء عام 2010 التابع للمركز الوطني للإحصاء والمعلومات الحكومي. رمز المنطقة هو 20500000
ولاية ثمريت تعتبر من أهم ولايات محافظة ظفار فهي بادية ظفار و يسكنها كثير من القبايل مثل ال ثوعار من المهره و قبيلة ال كثير 

## الوصلات الخارجية
- المركز الوطني للإحصاء والمعلومات، سلطنة عمان